# Andrzej Ciołek z Żelechowa
Andrzej Ciołek z Żelechowa herbu Ciołek (ur. ok. 1380, zm. przed 1447) – polski rycerz, uważany niesłusznie za właściciela dóbr Kabaty (był właścicielem Żelechowa i stamtąd się pisał), starosta halicki, podkomorzy sandomierski, starosta sandomierski, starosta generalny Wielkopolski, uczestnik bitwy pod Grunwaldem.

## Życiorys
Był synem Andrzeja Ciołka, chorążego płockiego i wojewody mazowieckiego, i Elżbiety z Garbowa, ciotki rycerza Zawiszy Czarnego. Do jego ojca należały m.in. wieś Kabaty. To samo imię i nazwisko stało się powodem nieporozumienia, powszechnie bowiem sądzi się, że właścicielem Kabat był starosta Andrzej Ciołek. Jakby tego było mało, później właścicielem Kabat był bratanek starosty, również Andrzej Ciołek, syn Wiganda z Powsina. Błędna informacja o posiadaniu przez starostę Andrzeja Ciołka dóbr Kabaty została utrwalona na pomniku, o którym mowa niżej.
W 1404 r. odbył podróż do Hiszpanii. Przyjęło się twierdzić, że jej celem była pielgrzymka do grobu św. Jakuba w Santiago de Compostela, jednak w dokumentach poświadczona jest tylko jego wizyta na dworze króla aragońskiego Marcina w Barcelonie. Owej domniemanej, acz nieudokumentowanej pielgrzymce poświęcony został wspomniany pomnik.
15 lipca 1410 r. wziął udział w bitwie pod Grunwaldem, o czym wspomina Jan Długosz:

„Trzecia chorągiew, przyboczna, miała jako znak wywijającego mieczem męża w zbroi, siedzącego na białym koniu na czerwonym polu. Dowodził nią Andrzej Ciołek z Żelechowa z rodu Ciołków i Jan ze Sprowy z rodu Odrowążów. Na jej czele znajdowali się następujący rycerze: Mszczuj ze Skrzynna z rodu Łabędziów, Aleksander Gorajski z rodu Korczaków, Mikołaj Powała z Taczowa z domu Powałów, Sasin z Wychucza także z domu Powałów”.

W bitwie, wraz z Janem ze Sprowy, hetmanił (dowodził) trzecim „cubiculariorum” (królewską chorągwią nadworną).
Został wspominany w powieści Krzyżacy Henryka Sienkiewicza:

Zaś z rycerskimi gośćmi starła się chorągiew królewska nadworna, której Ciołek z Żelechowa przywodził.

Widnieje także na Panoramie bitwy pod Grunwaldem z 1910, autorstwa Tadeusza Popiela i Zygmunta Rozwadowskiego.
Po zakończeniu kariery wojskowej, za zasługi rycerskie, w tym udział w bitwie pod Grunwaldem, otrzymał od króla Władysława Jagiełły liczne godności. W latach 1412–1420 był starostą halickim, w 1424 r. podkomorzym sandomierskim, w 1425 r. starostą sandomierskim, a w 1434 starostą Wielkopolski.
Był sygnatariuszem pokoju mełneńskiego 1422 r..
Co najmniej od 1410 r. Andrzej Ciołek był właścicielem Żelechowa. W 1447 r. król Kazimierz Jagiellończyk potwierdził jego synom, Andrzejowi i Mikołajowi, przywileje targowe tego miasta. Andrzej Ciołek musiał więc już w owym roku nie żyć.

## Upamiętnienie

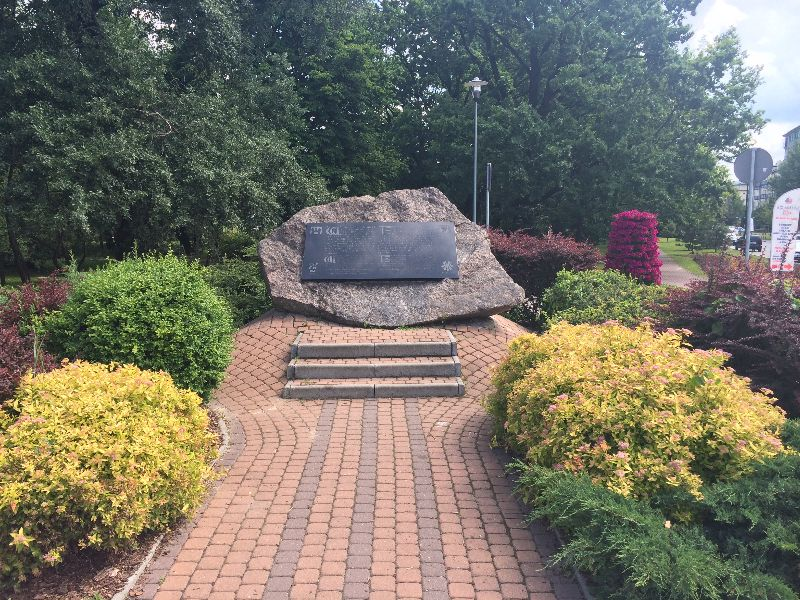
Kamień upamiętniający podróż Andrzeja Ciołka do Hiszpanii w 1404 r. (Warszawa-Kabaty, 2015)

Odbytą przez Andrzeja Ciołka w 1404 r. pielgrzymkę do Santiago de Compostela (której nie potwierdzają żadne dokumenty) uwieczniono pomnikiem w Warszawie, odsłoniętym w 2000 r., położonym przy Alei Kasztanowej na skrzyżowaniu z Aleją Komisji Edukacji Narodowej z umieszczoną nań tablicą z polsko-hiszpańską inskrypcją, zawierającą m.in. zdanie:

W roku 1404 Andrzej Ciołek, herbu Ciołek, rycerz, podkomorzy i starosta sandomierski, właściciel dóbr Kabaty odbył pielgrzymkę do Santiago de Compostela w dalekiej Hiszpanii, torując drogę wzajemnemu poznawaniu i przenikaniu kultur Europy

W listopadzie 2024 r., w 620. rocznicę wyprawy Andrzeja Ciołka do Hiszpanii, z inicjatywy dr. Krzysztofa Czubaszka, dyrektora Ursynowskiego Centrum Kultury „Alternatywy”, tablica na pomniku została wymieniona na nową, zawierającą następujący tekst w języku polskim:

W roku 1404 Andrzej Ciołek, herbu własnego – syn wojewody mazowieckiego i właściciela wsi Kabaty Andrzeja Ciołka, późniejszy uczestnik bitwy pod Grunwaldem, pan na Żelechowie, podkomorzy i starosta sandomierski oraz starosta generalny wielkopolski – odbył podróż do dalekiej Hiszpanii, torując drogę wzajemnemu poznawaniu i przenikaniu kultur Europy

Od 2013 r. władze dzielnicy Warszawa-Ursynów organizowały przez kilka lat Turnieje Rycerskie o Nagrodę Rycerza Andrzeja Ciołka. 10 maja 2015 r. odbyła się 3. edycja tej imprezy pt. III Piknik i Turniej Rycerski o Nagrodę Rycerza Andrzeja Ciołka i urządzono ją na Kabatach w Parku przy Bażantarni.